# Hångsdala socken

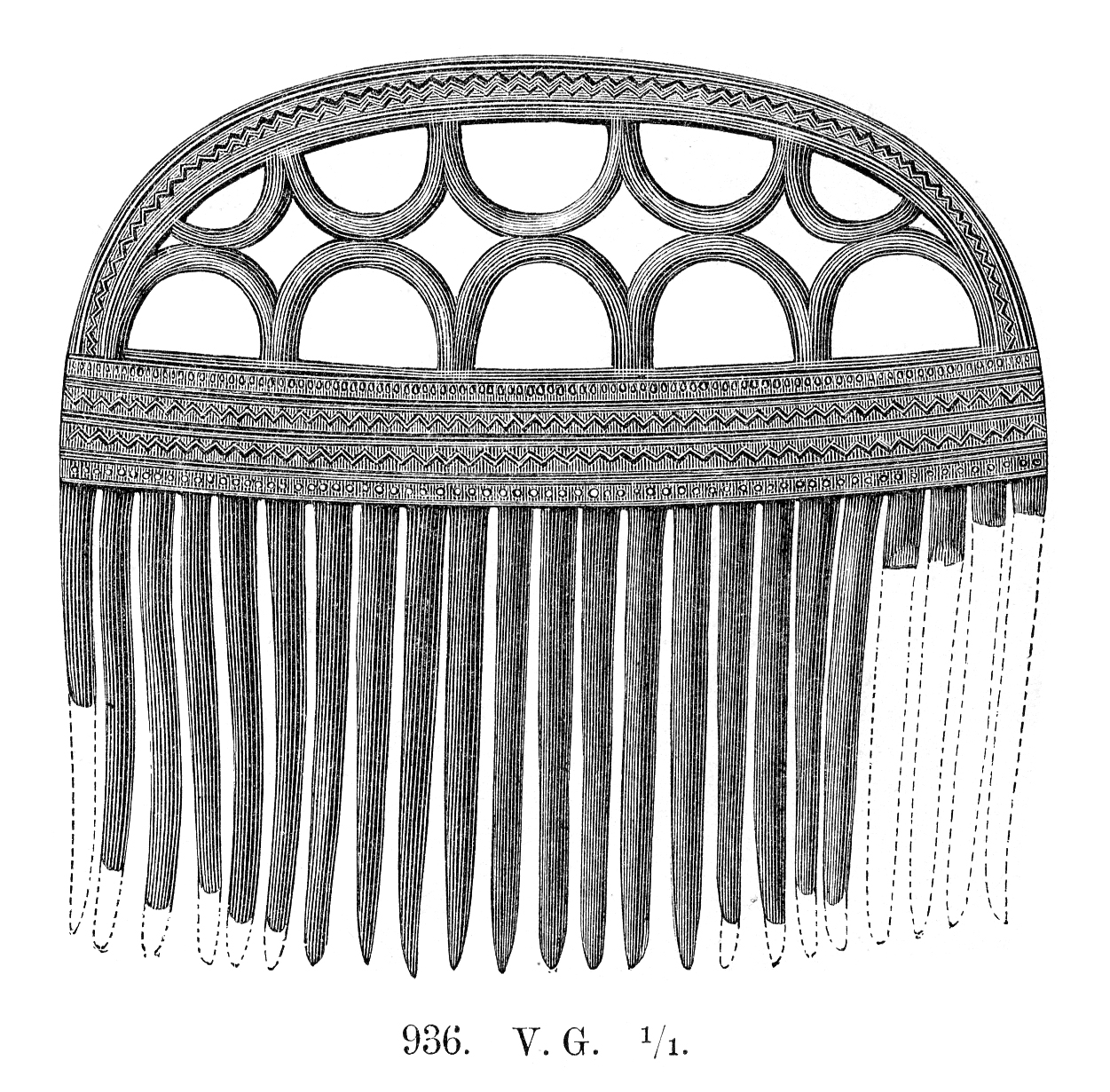
Bronskam från bronsåldern fuinnen i Hasslekärr i Hångsdala socken.

Hångsdala socken i Västergötland ingick i Vartofta härad, ingår sedan 1974 i Tidaholms kommun och motsvarar från 2016 Hångsdala distrikt.
Socknens areal är 10,07 kvadratkilometer varav 10,06 land. År 2000 fanns här 107 invånare.  Kyrkbyn Hångsdala med sockenkyrkan Hångsdala kyrka ligger i socknen.

## Administrativ historik
Socknen har medeltida ursprung. 
Vid kommunreformen 1862 övergick socknens ansvar för de kyrkliga frågorna till Hångsdala församling och för de borgerliga frågorna bildades Hångsdala landskommun. Landskommunen uppgick 1952 i Dimbo landskommun som upplöstes 1974 då denna del uppgick i Tidaholms kommun. Församlingen uppgick 2002 i Valstads församling.
.
1 januari 2016 inrättades distriktet Hångsdala, med samma omfattning som församlingen hade 1999/2000.  
Socknen har tillhört län, fögderier, tingslag och domsagor enligt vad som beskrivs i artikeln Vartofta härad. De indelta soldaterna tillhörde Västgöta regemente, Vartofta kompani.

## Geografi
Hångsdala socken ligger öster om Falköping. Socknen är en odlingsbygd på Falbygden med höjder som på Gisseberget i nordväst når 328 meter över havet.

## Fornlämningar
Lösfynd, tio gånggrifter och en hällkista från stenåldern är funna. Från järnåldern finns ett gravfält och stensättningar.

## Namnet
Namnet skrevs 1397 Hanxdal och kommer från kyrkbyn. namnet kan innehålla hang(er), sluttning syftande på Gisselbergets sydsluttning, alternativt mansnamnet Hång.